# 的場健
的場 健（まとば　けん）は日本の漫画家。1991年『名探偵にはなれないけれど』でアフタヌーン四季賞夏準入選。代表作に『サイコドクター』がある。
ベタ塗りによる陰影のコントラストを効かせた劇画により、登場人物の内面心理まで描写した作品が特徴。緻密な絵を描くためかそれぞれ次の作品期間まで間が空いている。

## 作品

### 漫画
- 名探偵にはなれないけれど（1991年、アフタヌーン四季賞CHRONICLE春に収録）
- A.A.LADY（1994年、原著デニス・フランシス、全1巻 - 絶版）
- サイコドクター（1995年-2003年、原作：亜樹直、全8巻）
- パパとママの穴（2001年、モーニングNo.30掲載読みきり作品 - 単行本未収録）
- まっすぐ天へ（2004年、全1巻、イブニング）
- 寝小魔夜伽草子 ねこまよとぎぞうし（2006年、全1巻）
- 回向院の茂七～ふしぎ江戸暦～（原作：宮部みゆき、2013年、全1巻）

### イラスト
- 時間砲計画（2003年、小説:豊田有恒）
- 三国志大戦（2005年、セガ）
- 葬送学者　鬼木場あまねの事件簿（2015年、小説:吉川英梨）